# Aventure à Rome
Pour les articles homonymes, voir When in Rome.
Pour plus de détails, voir Fiche technique et Distribution.
Aventure à Rome (When in Rome) est un film américain  en noir et blanc réalisé par Clarence Brown, sorti en 1952.

## Synopsis
Le prêtre John Halligan se rend à Rome pendant l'Année sainte de 1950. Il croise le chemin de Joe Brewster, un escroc recherché par les autorités. Celui-ci vole la soutane et l'identité du prêtre pour échapper à la police.

## Fiche technique
- Titre en français : Aventure à Rome
- Titre original : When in Rome
- Réalisation : Clarence Brown
- Scénario : Robert Buckner, Charles Schnee et Dorothy Kingsley
- Musique : Carmen Dragon
- Photographie : William H. Daniels
- Montage : Robert Kern
- Producteur : Clarence Brown
- Société de production et de distribution : Metro-Goldwyn-Mayer
- Pays de production :  États-Unis
- Langue d'origine : anglais américain
- Format : noir et blanc — 35 mm — 1,37:1 — son : mono (RCA Sound Recording)
- Genre : comédie dramatique
- Durée : 78 minutes
- Dates de sortie :
  - États-Unis : 11 mai 1952
  - France : 28 avril 1954

## Distribution
- Van Johnson : Père John X. Halligan
- Paul Douglas : Joe Brewster
- Joseph Calleia : Aggiunto Bodulli
- Carlo Rizzo : Antonio Silesto
- Tudor Owen : Père McGinniss
- Dino Nardi : commissaire Genoa
- Aldo Silvani : Chauffeur de taxi
- Mario Siletti : Luigi Lugacetti
- Argentina Brunetti : Mme Lugacetti
- Mimi Aguglia : Rosa
- Emory Parnell : capitaine de bateau
- Charles Fawcett : M. Cates
- Renata Vanni : Mme Maroni